# Gradišča
Gradišča este o localitate din comuna Cirkulane, Slovenia, cu o populație de 278 de locuitori.